# (453) Tea
(453) Tea ist ein Asteroid des Hauptgürtels, der am 22. Februar 1900 von dem französischen Astronomen Auguste Charlois in Nizza entdeckt wurde.
Es ist nicht bekannt, wonach der Asteroid benannt wurde.